# Naito Ehara
Naito Ehara (jap. 江原 騎士 Ehara Naito; ur. 30 lipca 1993 w Kōfu) – japoński pływak specjalizujący się w stylu dowolnym, brązowy medalista olimpijski z 2016 roku.
W 2015 roku na mistrzostwach świata w Kazaniu płynął w sztafecie 4 x 200 m stylem dowolnym. Japończykom nie udało się awansować do finału i ostatecznie zajęli dziesiąte miejsce.
Rok później podczas igrzysk olimpijskich w Rio de Janeiro wraz z Kōsuke Hagino, Yukim Kobori i Takeshim Matsudą zdobył brązowy medal w sztafecie kraulowej 4 x 200 m. Ehara startował też na dystansie 400 m stylem dowolnym, ale nie udało mu się zakwalifikować do finału. W eliminacjach z czasem 3:50,61 min zajął 31. miejsce.